# Johannes Zeschick
Johannes Nepomuk Alois Zeschick OSB (10. března 1932, Bezdružice – 3. června 2013, Langquaid) byl českoněmecký římskokatolický duchovní a opat broumovského kláštera sv. Václava v Rohru.

## Život
Johannes Zeschick, původním (křestním) jménem Alois, se narodil v západočeských Bezdružicích jako syn sedlářského mistra. Po druhé světové válce byl kvůli své německé národnosti s matkou a bratrem vypovězen z Československa a přišel jako patnáctiletý do bavorského Rohru, kde se setkal s benediktiny vyhnanými z východočeského Broumova, kteří se zde usadili a udržují zde tradici broumovského opatství. Studoval na tamním klášterním gymnáziu sv. Jana Nepomuckého. Maturitu složil roku 1952. V roce 1955 vstoupil do rohrského kláštera, kde přijal řeholní jméno Johannes Nepomuk (tj. Jan Nepomuk). V roce 1959 složil do rukou broumovského opata v Rohru Dominika Prokopa slavné sliby a o rok později byl vysvěcen na kněze. Studoval teologii, historii a anglistiku; náboženství, dějepis a angličtinu pak přes třicet let vyučoval na klášterním gymnáziu. Roku 1967 se stal doktorem filozofie ve Würzburgu. V roce 1974 se stal převorem kláštera a v roce 1988 byl zvolen opatem. Od roku 2002 byl Johannes Zeschick opatem emeritním, novým opatem v Rohru byl zvolen Gregor Zippel.
Zemřel 3. června 2013 ve věku 82 let v pečovatelském domě v bavorském Langquaidu. Pohřben byl 7. června v Rohru.